# Mike Synar
Michael Lynn Synar, detto Mike (Vinita, 17 ottobre 1950 – Washington, 9 gennaio 1996), è stato un politico e avvocato statunitense, membro della Camera dei rappresentanti per l'Oklahoma dal 1979 al 1995.

## Biografia
Mike Synar nasce a Vinita, nell'Oklahoma, nel 1950. Il padre proveniva da una famiglia cattolica di origini polacche e faceva il mitragliere di coda durante la Seconda guerra mondiale. Frequentò l'università dell'Oklahoma, dove si laureò nel 1977 in giurisprudenza. Ha poi studiato presso la facoltà di economia presso l'università di Edimburgo e la Northwestern University, dove conseguì un master.
Oltre alla pratica forense, ha anche lavorato come agente immobiliare e allevatore.
All'età di 28 anni si candida da democratico alla Camera dei rappresentanti per il 2º distretto dell'Oklahoma, venendo eletto nel 1978. Dopo essere riuscito a vincere per altri 8 mandati, ritentò il nono nel 1994 ma perse le primarie democratiche per la nomination contro lo sfidante Virgil R. Cooper, che perse contro il repubblicano Tom Coburn.
Malato di tumore al cervello, morì a soli 45 anni il 9 gennaio 1996.